# Australia en los Juegos Olímpicos de Lake Placid 1980
Australia estuvo representada en los Juegos Olímpicos de Lake Placid 1980 por nueve deportistas, cinco hombres y cuatro mujeres, que compitieron en cuatro deportes.
El portador de la bandera en la ceremonia de apertura fue el esquiador alpino Rob McIntyre. El equipo olímpico australiano no obtuvo ninguna medalla en estos Juegos.